# GTK
GTK (anteriormente GTK+ e GIMP Toolkit) é um toolkit multiplataforma para a criação de interfaces gráficas. É liberado sob a licença GNU LGPL, permitindo que softwares proprietários e livres o utilizem em sua construção. É um software livre e integra o projeto GNU. Foi desenvolvido inicialmente ao GIMP, por isso foi batizado de GIMP toolkit, com abreviação GTK+. Foi desenvolvido originalmente por Peter Mattis, Spencer Kimball e Josh MacDonald.
GTK e Qt suplantaram outros toolkits; e hoje são os dois conjuntos de widgets mais usados para as plataformas X11 e Wayland. O GTK é muito popular, sendo usado em um grande número de aplicações e no ambiente de desktop GNOME (que por sua vez também é muito popular).

## Design
GTK é escrito em C e seu design é orientado a objetos com base no sistema de objetos da biblioteca GLib. Existem interfaces para construção de programas GTK para Python, JavaScript, C++, Rust, Vala, entre outras linguagens.
É possível customizar a aparência do toolkit por completo através de temas compostos de imagens e CSS. Também é possível alterar a forma com que widgets são desenhados através do uso de engines. Existem engines emulando a aparência de outros populares toolkits ou plataformas como Windows 95, Qt, ou NEXTSTEP.

## Usos

### Aplicativos
Alguns aplicativos notáveis que usam ou uma vez usaram o GTK como toolkit de widget incluem:
- GNOME Core Applications – como parte do ambiente de desktop GNOME, desenvolvido em conjunto com o próprio GTK.

- AbiWord – processador de texto
- Anjuta – ambiente de desenvolvimento integrado (IDE)
- Ardour – digital audio workstation
- Chromium – navegador web (até a versão 34, substituída por Aura na versão 35+) [carece de fontes?]
- Ekiga (anteriormente GnomeMeeting) - aplicativo de VoIP e videoconferência
- GNU Emacs – um editor de texto; pode usar o GTK quando executado no X11
- Evolution – gerenciador de informações pessoais
- gconfig – utilitário de configuração do código-fonte do núcleo do Linux
- Geany – um editor de texto e IDE multiplataforma baseado no Scintilla
- GIMP – um editor gráfico raster
- Gnumeric – aplicativo de planilha eletrônica
- Gramps – software de genealogia
- Inkscape – editor de gráficos vetoriais para SVG
- LiVES – editor de vídeo
- Midori – navegador web minimalista que usa o WebKitGTK
- Pidgin – aplicativo de mensagens instantâneas

### Ambientes de desktop
Vários ambientes de desktop utilizam o GTK como o kit de ferramentas de widgets.

#### Ativos
- GNOME, baseado no GTK, o que significa que os programas nativos do GNOME usam o GTK
- Budgie, construído a partir do zero para o sucessor do SolusOS, Solus Operating System
- Cinnamon, um fork do GNOME 3 e usa o GTK+ versão 3
- MATE, um fork do GNOME 2, que foi atualizado para suportar o GTK+ 3
- Xfce, atualmente baseado no GTK+ 2 com suporte e eventuais planos de migração para o GTK+ 3
- Pantheon usa exclusivamente o GTK+ 3, sendo desenvolvido pelo elementary OS
- Sugar, um ambiente de desktop voltado para a educação infantil, que usa o GTK, especialmente PyGTK
- KDE, embora baseado em Qt, tem integração com programas e temas escritos em GTK desde a versão 4.2

#### Descontinuados
- Unity, o antigo ambiente de desktop padrão do Ubuntu
- LXDE (Lightweight X11 Desktop Environment) é baseado no GTK+ 2
- Access Linux Platform (sucessor da plataforma para PDA Palm OS)
- Consort, the GNOME 3.4 Fallback Mode – fork do SolusOS
- GPE, the GPE Palmtop Environment
- ROX Desktop, uma área de trabalho leve, com recursos da GUI do RISC OS

#### Diversos
Os programas GTK podem ser executados em ambientes de desktop baseados em X11 ou gerenciadores de janelas, mesmo aqueles que não são feitos com o GTK, desde que as bibliotecas necessárias estejam instaladas; isso inclui o macOS se o X11.app estiver instalado. O GTK também pode ser executado no Microsoft Windows, onde é usado por alguns aplicativos populares multiplataforma, como o Pidgin e o GIMP. O wxWidgets, um kit de ferramentas de interface multiplataforma, usa o GTK no Linux. Outros portes incluem o DirectFB (usado pelo instalador do Debian, por exemplo) e ncurses.

## Exemplo
Exemplo de aplicativo na linguagem C:
```
#include
 
<gtk/gtk.h>

static
 
void
 
on_activate
 
(
GtkApplication
 
*
app
)
 
{

  
// Cria uma nova janela

  
GtkWidget
 
*
window
 
=
 
gtk_application_window_new
 
(
app
);

  
// Cria um novo botão que fecha a janela ao ser clicado

  
GtkWidget
 
*
button
 
=
 
gtk_button_new_with_label
 
(
"Olá, Mundo!"
);

  
g_signal_connect_swapped
 
(
button
,
 
"clicked"
,
 
G_CALLBACK
 
(
gtk_window_close
),
 
window
);

  
// Adiciona o botão e apresenta a janela

  
gtk_window_set_child
 
(
GTK_WINDOW
 
(
window
),
 
button
);

  
gtk_window_present
 
(
GTK_WINDOW
 
(
window
));

}

int
 
main
 
(
int
 
argc
,
 
char
 
*
argv
[])
 
{

  
// Cria um novo aplicativo

  
GtkApplication
 
*
app
 
=
 
gtk_application_new
 
(
"com.example.Hello"
,

                                             
G_APPLICATION_FLAGS_NONE
);

  
// Quando o aplicativo for ativado

  
g_signal_connect
 
(
app
,
 
"activate"
,
 
G_CALLBACK
 
(
on_activate
),
 
NULL
);

  
return
 
g_application_run
 
(
G_APPLICATION
 
(
app
),
 
argc
,
 
argv
);

}

```

E o equivalente em Rust:
```
use
 
gtk
::
glib
::{
self
,
 
clone
};

use
 
gtk
::
prelude
::
*
;

fn
 
main
()
 
->
 
glib
::
ExitCode
 
{

    
// Cria um novo aplicativo

    
let
 
app
 
=
 
gtk
::
Application
::
builder
()

        
.
application_id
(
"com.example.Hello"
)

        
.
build
();

    
// Quando o aplicativo for ativado

    
app
.
connect_activate
(
|
app
|
 
{

        
// Cria uma nova janela

        
let
 
window
 
=
 
gtk
::
ApplicationWindow
::
new
(
app
);

        
// Cria um novo botão que fecha a janela ao ser clicado

        
let
 
button
 
=
 
gtk
::
Button
::
with_label
(
"Olá, Mundo!"
);

        
button
.
connect_clicked
(
clone
!
(

            
#[weak]

            
window
,

            
move
 
|
_
|
 
window
.
close
()

        
));

        
// Adiciona o botão e apresenta a janela

        
window
.
set_child
(
Some
(
&
button
));

        
window
.
present
();

    
});

    
app
.
run
()

}

```

E as dependências no arquivo Cargo.toml:
```
[dependencies.gtk]

version
 
=
 
"0.9.1"

package
 
=
 
"gtk4"

```

## Versões
GTK+ 1
O GTK+ foi originalmente projetado e usado no GNU Image Manipulation Program (GIMP) como um substituto do kit de ferramentas Motif; em algum momento, Peter Mattis ficou desencantado com o Motif e começou a escrever seu próprio kit de ferramentas GUI, chamado GIMP toolkit, e substituiu o Motif pelo GTK no GIMP na versão 0.60. Finalmente, o GTK foi reescrito para ser orientado a objetos e foi renomeado como GTK+. Ele foi usado pela primeira vez na versão 0.99 do GIMP. O GTK+ foi posteriormente adotado para manutenção pela GNOME Foundation, que o utiliza no ambiente de desktop GNOME.
GTK+ 2
GTK+ 2 é o sucessor do GTK+. Suas novas características incluem o Pango, um novo engine para temas, acessibilidade usando ATK, completa transição para Unicode usando UTF-8 para strings e um API flexível. Entretanto, o GTK+ 2 não é compatível com o GTK+ 1 e suas aplicações precisam ser portadas a ele. O GTK+ 1 é menos complexo que o GTK+ 2.
GTK+ 3
GTK+ 3 é o sucessor do GTK+ 2. Suas novas características incluem o Cairo (para desenhar elementos gráficos), XI2 (XInput2, para o processamento de eventos de dispositivo de entrada) e etc.
GTK 4
GTK 4 é o sucessor do GTK+ 3. Suas novas características incluem novas APIs de transferências de dados, controladores de eventos, gerenciadores de layout, nós de renderização, reprodução de mídia, listas escalonáveis, sombreadores e de acessibilidade; suporte a API Vulkan, suporte melhorado ao Windows e ao macOS, melhorias no OpenGL, melhorias no backend HTML5 Broadway, migração do GNU Autotools para Meson.